# Waldemar Oxholm
Waldemar Henry Theodor Oxholm (22. november 1868 i Bogense – 28. september 1945 på Smidstrupgård) var en dansk embedsmand, indenrigs- og landbrugsminister i det kortvarige ministerium Liebe marts-april 1920 efter Påskekrisen.
Han var søn af kaptajn, postmester L.L.J. Oxholm (død 1889) og hustru Henriette født Wolder (død 1913). Han blev student fra Roskilde Katedralskole 1886, cand.jur. 1892, assistent i Indenrigsministeriet 1896, fuldmægtig 1909, kontorchef 1910, kst. stiftamtmand over Aalborg Stift og amtmand over Aalborg Amt 1908-09, over Sjællands Stift og Københavns Amt vinteren 1910-11, over Lolland-Falsters Stift og Maribo Amt vinteren 1911-12 og modtog kgl. udnævnelse i dette embede 26. september 1912, og amtmand over Frederiksborg Amt  mellem 1931-1939
Han var formand for Roskildenser-Samfundet, i direktionen for Stubbekøbing-Nykøbing-Nysted Banen, i bestyrelsen for Lolland-Falsters Stifts Optagelseshjem, i tilsynsrådet for Sparekassen i Nykjøbing Falster, kammerherre (1916), Storkors af Dannebrog (1939) og Dannebrogsmand (1920).
Han var gift (8. november 1918) med Muriel Monrath Oxholm (født 1. august 1885), datter af Chr. E. Monrath Oxholm og hustru Henny født Mackeprang.